# Dolmány (település)
Dolmány (románul Daia, németül Thalheim) falu Romániában, Szeben megyében, Nagyszebentől keletre. Közigazgatásilag Veresmart községhez tartozik.

## Története
A falu mellett újkőkorszaki, bronzkori és 4.-5. századi település nyomait tárták fel. Első írásos említése 1327-ből maradt fenn Talheim alakban. A román stílusú evangélikus templom a 13. században épült. A templomot a 15. században gótikus stílusban bővítették, oltára 18. századi.

## Népessége
1850-ben 369 lakosából 212 német, 102 cigány és 55 román volt, 1992-ben a 753 lakosból 704 román és 49 német.